# 愛知厚生連昭和病院
愛知厚生連昭和病院（あいちこうせいれんしょうわびょういん）は、愛知県江南市にある、JA愛知厚生連（愛知県厚生農業組合連合会）が運営していた総合病院。全国厚生農業協同組合連合会の病院の一つである。一般には昭和病院と呼ばれていた。

## 概要
愛知県尾張北部医療圏の北部地域（江南市、丹羽郡大口町・扶桑町、犬山市など）の急性期医療を担う中核病院であり、江南市中央部（旧・古知野町）にあった。市民病院のない江南市において、市民病院的な役割を担った。
病床数は401床（ICU：4床、NICU：3床、緊急指定病床：4床、クリーンルーム：4床、重傷者収容室：26床、一般病床：360床、値はいずれも当時のもの）。
設備の老朽化が問題となっており、昭和病院と江南市布袋町にあった愛北病院とが統合され、江南市高屋町大松原137番地に江南厚生病院が完成し、2008年（平成20年）5月7日より江南厚生病院に移転した。昭和病院の跡地はスーパーマーケットの大阪屋ショップ江南店（スーパーマーケットの三心江南店は閉店）及び建売住宅となっている。当院名の石碑は江南厚生病院の庭に移設され、愛北病院の石碑と並べてあって、合併により開院したことを物語っている。
旧・昭和病院西側の愛知県道17号江南関線（通称：名草線）に布袋駅・江南駅と江南厚生病院とを結ぶ名鉄バス路線が運行されており、この付近にバス停もある。

## 診察科
18科ある（当時）。
- 内科
- 循環器科
- 精神科
- 神経内科
- 外科
- 整形外科
- 脳神経外科
- 小児科
- 眼科
- 皮膚科
- 泌尿器科
- 産婦人科
- リハビリテーション科
- リウマチ科
- 耳鼻咽喉科

## 沿革
- 1936年（昭和11年）11月 - 保証責任昭和医療購買利用組合立昭和病院として、丹羽郡古知野町大字古知野字熱田50番地に開院（市制後の町名整理・変更により江南市野白町野白46番地になったが、場所は移動していない） なお、統合相手の愛北病院はその前年に開院している。
- 1943年（昭和18年）6月 - 愛知県信用販売購買利用組合連合会の傘下に入る。
- 1946年（昭和21年）8月 - 経営を愛知県厚生農業協同組合連合会へと移管する。
- 1958年（昭和33年）3月14日 - 火災により病院施設全焼。
- 1959年（昭和34年）10月30日 - 新診療棟、新管理棟、新病棟竣工。
- 1969年（昭和44年）1月 - 総合病院の認可を受ける。
- 2008年（平成20年）5月 - 愛北病院と統合され、江南厚生病院に改称、江南市高屋町大松原137番地に新築移転。

## 交通アクセス
跡地に立地する大阪屋ショップ江南店、並びにその南側の愛知北農協本店・江南支店（併設）へは、以下の通り。
- 名鉄犬山線 江南駅より徒歩で約20分。
- 江南駅より名鉄バス：「江南厚生病院」行きで「飛高口」バス停下車、徒歩で約3分。
  - 病院開設当時は「江南団地」行きバスが「飛高口」バス停を経由していたが、この路線は現在は「古知野高校前」バス停経由に変更され、「飛高口」バス停を経由しなくなった。